# DDR-Meisterschaften im Hallenfaustball 1973/74
Die DDR-Meisterschaften im Hallenfaustball 1973/74 waren die Austragung der DDR-Meisterschaften der Männer und Frauen im Hallenfaustball der DDR in der Saison 1973/74. Die Saison begann im November 1973. Die Finalturniere fanden am Sonnabend, den 30. März 1974 in der Erfurter Thüringenhalle statt.
An den beiden Finalturnieren nahmen die vier bestplatzierten Mannschaften der DDR-Oberliga teil.

## Herren
Abschlusstabelle der Vorrunde:
| 1. | Lok Wittstock       | 25:3  |
| 2. | Chemie Zeitz        | 21:7  |
| 3. | ISG Hirschfelde (M) | 20:8  |
| 4. | Lok Dresden         | 16:12 |
| …  | …                   | …     |
| …  | Lok Schwerin (N)    | …     |
| …  | Rotation Dresden    | …     |

Absteiger aus der Oberliga waren Lok Schwerin und Rotation Dresden.

Finalrunde:
Halbfinale
- Lok Wittstock – Lok Dresden
- ISG Hirschfelde – Chemie Zeitz

Spiel um Platz 3
- Chemie Zeitz – Lok Dresden

Finale
- ISG Hirschfelde – Lok Wittstock 23:22

Abschlussplatzierungen:
| 1. | ISG Hirschfelde |
| 2. | Lok Wittstock   |
| 3. | Chemie Zeitz    |
| 4. | Lok Dresden     |

## Frauen
Abschlusstabelle der Vorrunde:
| 1. | SG Görlitz                 | 23:5  |
| 2. | ISG Hirschfelde (M)        | 18:10 |
| 3. | Lok Schwerin               | 18:10 |
| 4. | Chemie Weißwasser          | 18:10 |
| 5. | TSG Berlin-Oberschöneweide | 5:3   |
| 6. | Pentacon Dresden           | 10:18 |
| 7. | Lok Dresden (N)            | 8:20  |
| 8. | Lok Schleife (N)           | 6:22  |

Lok Schleife und Lok Dresden stiegen ab.

Finalrunde:
Halbfinale
- SG Görlitz – Chemie Weißwasser …:…
- ISG Hirschfelde – Lok Schwerin …:…

Spiel um Platz 3
- Lok Schwerin – Chemie Weißwasser …:…

Finale
- SG Görlitz – ISG Hirschfelde 30:20

Abschlussstand
| 1. | SG Görlitz        |
| 2. | ISG Hirschfelde   |
| 3. | Lok Schwerin      |
| 4. | Chemie Weißwasser |

## Weitere Ergebnisse
DDR-Jugendmeisterschaft:
- männliche Jugend: 1. Fortschritt Walddorf
- weibliche Jugend: 1. Lok Wittstock

## Weblink
- Faustball-DDR-Meisterschaften auf sport-komplett.de